# Liste der Herrscher namens Stephan
Liste der Herrscher namens Stephan oder Stefan
Armenien
- Stephan I. (Armenien), Fürst

Aumale
- Stephan von Aumale (franz.: Étienne; † nach 1128), Graf von Aumale aus dem Haus Blois

Bayern
- Stephan I. (Bayern) (1271–1310), Herzog
- Stephan II. (Bayern) (1319–1375), Herzog
- Stephan III. (Bayern) (1337–1413), Herzog

Bosnien
- Stefan Dabiša († 1395), bosnischer König

England
- Stephan (England) (1097–1154), König von England

Georgien
- Stefan I. (Georgien), Fürst von Cholarzene-Dschawacheti (590–627)
- Stefan II. Patrikios (Georgien), Fürst von Kachetien (637/642–650)
- Stefan III. (Georgien), Fürst von Cholarzene-Dschawacheti (780–786)

Kroatien
- Stefan Drzislav, kroatischer König (969–997)
- Stjepan I. (Kroatien), kroatischer König (1030–1058)
- Stjepan II., kroatischer König (1089–1091)
- Stephan (Slawonien) (1332–1354), Prinz von Ungarn-Kroatien und Statthalter von Transsylvanien, Slawonien, Dalmatien  und Kroatien

Moldau
- Stefan I. (Moldau), Fürst (1394–1399, 1433–1435, 1436–1447)
- Ștefan cel Mare (1433–1504), der Große, Fürst von Moldau (1457–1504)
- Stefan IV. (Moldau) (1506–1527), Fürst von Moldau (1517–1527)
- Ștefan Lăcustă (1508–1540), Fürst von Moldau (1538–1540)
- Stefan Tomsa, Fürst von Moldau (1563–1564)
- Stefan Răzvan, Fürst von Moldau (1595)
- Stefan II. Tomsa, Fürst von Moldau (1611–1615, 1621–1623)
- Ștefan Petriceicu, Fürst von Moldau (1683–1684)
- Stefan Bogoridi (1775–1859), Fürst von Moldawien, hoher osmanischer Staatsmann bulgarischer Herkunft

Polen
- Stephan Báthory (1533–1586), König von Polen und Fürst von Siebenbürgen

Serbien
- Stefan Vojislav, serbischer Großzupan (1040–1052)
- Stefan Nemanja († 1200), serbischer Großzupan (1167–1196)
- Stefan Nemanjić, der Erstgekrönte, serbischer Großzupan (1196–1227)
- Stefan Radoslav (um 1192–1234), serbischer König (1227–1234)
- Stefan Vladislav, serbischer König (1234–1243)
- Stefan Uroš I. (um 1220–1277), serbischer König (1243–1276)
- Stefan Dragutin (1252–1316), serbischer König (1276–1282)
- Stefan Uroš II. Milutin, serbischer König (1282–1321)
- Stefan Uroš III. Dečanski, serbischer König (1321–1331)
- Stefan Uroš IV. Dušan, serbischer König und Zar (1331–1355)
- Stefan Uroš V. (1337–1371), serbischer Zar (1355–1371)
- Stefan Lazarević (1377–1427), serbischer Fürst (1389–1427)
- Stefan Brankovic, Fürst von Serbien (1458–1459)
- Stefan Tomasevic, serbischer König (1459)

Siebenbürgen
- Stephan Báthory (1533–1586), König von Polen und Fürst von Siebenbürgen
- Stephan Bocskai (1557–1606), Fürst von Siebenbürgen

Ungarn
- Stephan I. (Ungarn) (969–1038), König
- Stephan II. (Ungarn) (um 1101–1131), König
- Stephan III. (Ungarn) (1147–1172), König
- Stephan IV. (Ungarn) (um 1133–1165), König
- Stephan V. (Ungarn) (1239–1272), König (1270–1272)

Walachei
- Stefan Surdul, Fürst der Walachei (1591–1592)
- Ștefan Racoviţă, Fürst der Walachei (1764–1765)

Zeta
- Stefan Crnojević, Fürst von Zeta (1427–1465), siehe Crnojević